# スター・ウォーズ (漫画)
漫画版『スター・ウォーズ』は、スター・ウォーズシリーズの映画の漫画化作品。
エピソード4〜6の漫画化は、「世界初! 3部作完全コミック化!」「スター・ウォーズ特別篇を細部まで完全再現!!」と謳われて、1997年から1998年にかけて日本で出版された。エピソード1の漫画化は、「日本独占まんが化」と謳われて、1999年に出版された。
なお、それ以外にもスター・ウォーズの漫画やアニメ作品があるが、本項では詳述しない。

## 原作
漫画化された映画は以下の4作品
- 『スター・ウォーズ』 （1977年、特別篇 1997年）
- 『スター・ウォーズ 帝国の逆襲』 （1980年、特別篇 1997年）
- 『スター・ウォーズ ジェダイの復讐』 （1983年、特別篇 1997年）
- 『スター・ウォーズ エピソード1/ファントム・メナス』 （1999年）

## 各作品
- 『スター・ウォーズ1　新たなる希望（上）』 ISBN 4-07-306561-0
  - 原作 - ジョージ・ルーカス
  - 作画 - 田巻久雄
  - カバー画 - 生頼範義
  - 出版社 - メディアワークス、主婦の友社
  - 出版年 - 1997年

- 『スター・ウォーズ2　新たなる希望（下）』 ISBN 4-07-306578-5
  - 原作 - ジョージ・ルーカス
  - 作画 - 田巻久雄
  - 出版社 - メディアワークス、主婦の友社
  - 出版年 - 1997年

- 『スター・ウォーズ3　帝国の逆襲（上）』 ISBN 4-07-307371-0
  - 原作 - ジョージ・ルーカス
  - 作画 - 工藤俊生
  - 出版社 - メディアワークス、主婦の友社
  - 出版年 - 1998年

- 『スター・ウォーズ4　帝国の逆襲（下）』 ISBN 4-07-307388-5
  - 原作 - ジョージ・ルーカス
  - 作画 - 工藤俊生
  - 出版社 - メディアワークス、主婦の友社
  - 出版年 - 1998年

- 『スター・ウォーズ5　ジェダイの復讐（上）』 ISBN 4-07-308360-0
  - 原作 - ジョージ・ルーカス
  - 作画 - ヒロモト森一
  - 出版社 - メディアワークス、主婦の友社
  - 出版年 - 1998年

- 『スター・ウォーズ6　ジェダイの復讐（下）』 ISBN 4-07-308376-7
  - 原作 - ジョージ・ルーカス
  - 作画 - ヒロモト森一
  - 出版社 - メディアワークス、主婦の友社
  - 出版年 - 1998年

- 『スター・ウォーズ　エピソード1　ファントム・メナス』 ISBN 4-09-149561-3
  - 原作 - ジョージ・ルーカス
  - 漫画 - 麻宮騎亜、スタジオトロン
  - 出版社 - 小学館（てんとう虫コミックススペシャル）
  - 出版年 - 1999年